# Ніна Елізабет Грентведт
 Ніна Елізабет Грентведт (норв. Nina Elisabeth Grøntvedt; 1 червня 1979, Відень) — норвезька письменниця та ілюстраторка дитячих книжок.

## Біографія
Народилася 1979 року. Виростала в місті Тронгейм (Норвегія). Там само вивчала графічний дизайн. 2001 року переїхала до Саутгемптона у Великій Британії, де отримала ступінь бакалавра в галузі ілюстрування. У 2007 році повернулася до Осло, вивчала дитячу й підліткову літературу в Норвезькому Інституті Дитячої Книги (Norsk barnebokinstitutt, NBI). Згодом працювала в книжковому магазині й у видавництві.
2006 року дебютувала як письменниця та ілюстраторка, опублікувавши у видавництві Omnipax книжку «Маленький герой».
Найбільше відома як авторка книжок-щоденників Уди Стоккгейм.

## Нагороди
У 2010 році за книжку «Привіт, це я!» була номінована на премію Браґі в категорії дитяча і підліткова література.

## Українські переклади
- Привіт, це я! / Ніна Е. Ґрьонтведт ; пер. з норв. Наталі Іваничук. — Київ : Грані-Т, 2012. — 336 с.
- Абсолютно нецілована / Ніна Е. Ґрьонтведт ; пер. з норв. Наталі Іваничук. — Львів : Видавництво Старого Лева, 2015. — 320 с[3].
- Привіт, це я! / Ніна Е. Ґрьонтведт ; пер. з норв. Наталі Іваничук. — Львів : Видавництво Старого Лева, 2017. — 280 с. (перевидання)[4].
- Суперліто / Ніна Е. Ґрьонтведт ; пер. з норв. Наталі Іваничук. — Львів : Видавництво Старого Лева, 2017. — 344 с[5].
- Happy End, попри все?.. / Ніна Е. Ґрьонтведт ; пер. з норв. Наталі Іваничук. — Львів : Видавництво Старого Лева, 2018. — 376 с[6].